# Проценки (рід)
Проце́нки (пол. Procenko, рос. Проценко) — старшинський рід з козацтва Гетьманщини, що отримав російське дворянство.
Нащадки Дмитра Проценка, значкового товариша, його онука, священика Глухівського, Павла Андрійовича Проценка (1787) та його дітей і правнуків.
Власники власного герба Корчак V.